# ムースジョー市長
ムースジョー市長 (mayor of Moose Jaw) は、カナダ、サスカチュワン州ムースジョーの首長である。
| 任期            | 氏名                         |
| --------------- | ---------------------------- |
| 1903年          | チャールズ・アンウィン       |
| 1904年          | W・C・サンダース             |
| 1905年          | C・H・ホールズワース         |
| 1906年          | ドナルド・マクリーン         |
| 1907年 - 1908年 | J・H・バネル                 |
| 1909年          | J・E・ホプキンス             |
| 1910年          | エドワード・C・マシューズ    |
| 1911年          | J・M・ポール                 |
| 1912年          | アルフレッド・メイベリー     |
| 1913年 - 1915年 | ジェームズ・パスコー         |
| 1916年 - 1918年 | W・W・デイヴィッドソン       |
| 1919年 - 1920年 | S・A・ハミルトン             |
| 1921年          | R・H・スミス                 |
| 1922年 - 1923年 | W・F・ダン                   |
| 1924年 - 1927年 | W・W・デビッドソン           |
| 1928年          | W・F・ダン                   |
| 1929年 - 1931年 | ジェームズ・パスコー         |
| 1932年 - 1934年 | J・W・ホーソーン             |
| 1935年 - 1937年 | H・S・ジョンストン           |
| 1938年 - 1939年 | W・P・ジョンソン             |
| 1940年 - 1944年 | ジョン・ウェズリー・コーマン |
| 1945年 - 1948年 | J・フレイザー・マクレラン    |
| 1949年          | ロバート・ウェスト           |
| 1950年 - 1956年 | ルイス・H・リアリー          |
| 1957年 - 1958年 | ジョーゼフ・ハンプソン       |
| 1959年 - 1964年 | O・B・フィッシュ             |
| 1965年 - 1970年 | ルイス・H・リアリー          |
| 1971年 - 1972年 | J・アーネスト・パスコー      |
| 1973年 - 1982年 | ハーブ・E・テイラー          |
| 1983年 - 1988年 | ルイス・H・リアリー          |
| 1989年 - 1991年 | スタン・モンゴメリー         |
| 1991年 - 1994年 | ドン・ミッチェル             |
| 1994年 - 2000年 | レイ・ボーエン               |
| 2000年 - 2006年 | アル・シュウィングハマー     |
| 2006年 - 2009年 | デイル・マクベイン           |
| 2009年 - 2012年 | グレン・ヘイゲル             |
| 2012年 - 現在   | デブ・ヒギンズ               |